# Forte Monte Mario
Il Forte Monte Mario è uno dei 15 forti di Roma, edificati nel periodo compreso fra gli anni 1877 e 1891.

Si trova nel quartiere Q. XV Della Vittoria, nel territorio del Municipio Roma I.

## Storia
Fu costruito a partire dal 1877 e terminato nel 1882, su una superficie di 8,4 ha, al terzo km di via Trionfale sul Monte Mario, dal quale prende il nome.
Sui suoi terreni sorge la torre che indica il Meridiano di Roma o Primo Meridiano d'Italia, utilizzato nella cartografia italiana dal 1872 per quasi un secolo.